# Oyem Odjo
Oyem Odjo, de son nom complet Odjo Oyekola Armiyawo est chanteur, slameur et rappeur togolais d'origine nigérianne.

## Biographie

### Enfance, éducation et débuts
Oyem Odjo nait le 27 juin 1988 à tabligbo, il écume son enfance à Lomé, capital du Togo. Orphelin dès l'âge de 12 ans, sa mère est responsable de son éducation. Il passe ses 13 années d'études sans échec jusqu'à l'obtention de son baccalauréat. Après son Baccalauréat, il part aux Etats Unis,.

### Carrière
En 2008, il intègre le groupe Agapé pour ses premiers pas dans l'industrie musicale. En 2009, il commence sa carrière solo avec la sortie d'un maxi single de quatre titres intitulé «mère Afrique» par la suite, il sort son premier album de 14 titres qui porte le même nom, «Mère Afrique».

### Vie associative
Il est également un philanthrope. Avec son association "Oyem, un don, une enfant un sourire", il soutient les activités caritatives dans le pays pour lutter contre l'extrême pauvreté,,.

## Discographie

### Singles
- 2021 : Je viens de loin.
- 2021 : Femme Africaine
- 2021 : Jésus reviens bientôt
- 2022 : Denyigba
- 2022 : Une vie meilleure
- 2023 : Our Story feat King Bala

### Albums
- 2010 : Mère Afrique[7]
  - Mère Afrique
  - Je comprends
  - Il temps de se réveiller
  - Psaumes
  - Pourquoi ?
  - Hommage à Papa
  - Maman
  - Togolese together
  - Ma couleur de peau
  - Mère Afrique remix
  - Horizon
  - Mille merci
  - Une autre vie
  - bien dans la vie

## Prix et distinctions
- 2021: Meilleur artiste de la diaspora aux Heroes[6][source secondaire souhaitée]